# Nikolai Vladimirovici Nekrasov
Nikolai Vladimirovici Nekrasov (în rusă Николай Владимирович Некрасов; n. 18 decembrie 1900, Moscova, Imperiul Rus – d. 4 octombrie 1938, URSS) a fost un esperantist, scriitor, poet, jurnalist, critic literar și traducător rus în limba esperanto. 

## Biografie
S-a născut la Moscova în 1900. A învățat esperanto la vârsta de 15 ani. În perioada 1918-1919 a fost redactorul ediției autopublicate a revistei Juna Mondo („Lumea tânără”). În anul 1922 a fondat, alături de Grigori Demidiuk, revista literară La Nova Epoko („Epoca nouă”) de la Moscova și a fost redactorul acestei publicații până în 1930. Printre activitățile revistei La Nova Epoko se numără o scrisoare deschisă către ministrul educației din Franța, Léon Bérard, care în iunie 1922 a interzis predarea limbii esperanto în instituțiile franceze pe motiv că ar fi „potențial periculoasă” (într-o scrisoare adresată ministrului i-a mulțumit pentru popularizarea limbii esperanto și l-a sfătuit în continuare să interzică limba franceză, în care au fost publicate chiar mai multe scrieri revoluționare). În 1933 a editat un volum de articole Новые проблемы языкознания  („Noi probleme de lingvistică”).
În anii 1920 a publicat două cărți de poezii originale în limba rusă.
În primul rând, el este cunoscut ca un traducător al scrierilor poeților clasici ruși în limba esperanto. Creațiile poetice ale lui Nekrasov, influențate de reprezentanți ai simbolismului rus precum Blok și Balmont, au fost publicate în diferite periodice.
La mijlocul anilor 1930, Nekrasov, împreună cu alți membri ai mișcării esperanto din URSS, a căzut victimă terorii staliniste. A fost arestat la 11 februarie 1938 și împușcat la 4 octombrie 1938. Nekrasov a fost reabilitat postum la 26 noiembrie 1957.

## Opera[3]

### Poezie tradusă
- Kupra rajdanto (Călărețul de Aramă) de Pușkin.
- Eŭgeno Onegin (Evgheni Oneghin) de Pușkin, SAT, 1931.
- Dekdu (Cei doisprezece) și Najtingala ĝardeno (Grădina privighetorilor) de Aleksandr Blok.
- Blanka cigno (Lebăda albă) și La mortaj shipoj (Navele moarte) de Konstantin Balmont.
- Nubo en pantalono (Norul cu pantaloni) și Suno (Soare) de Vladimir Maiakovski.
- Monna Liza de Mihail Gherasimov.
- Socialismo și Patrino (Mama) de Bejimenski.

### Proză tradusă
- Ruĝa Stelo (Steaua roșie) de Aleksandr Bogdanov, SAT, 1929.
- La Vojo de formiĝo kaj disvastiĝo de la lingvo internacia (Modul de formare și răspândire a limbii internaționale) de Ernest Drezen, SAT, 1929
- Historio de la mondolingvo (Istoria limbii universale) de Ernest Drezen.

### Poezie proprie
- Fablo pri ĝilotinŝraŭbeto (Fabula unui șurub mic cu filet în stânga), publicat în Sennacieca Revuo.
- Testamento de Satano (Testamentul lui Satan).
- Verda flamo (Flacără verde)
- Krono de sonetoj pri Esperanto (Coroana sonetelor).
- Mi moskvano (Eu, moscovitul), publicat în Internacia Literaturo.

### Proză proprie
- Bibliografio de Esperantaj presaĵoj en USSR dum 12 jaroj de la revolucio 1917—1928 (Bibliografia materialelor tipărite în limba esperanto în URSS în cei 12 ani ai revoluției 1917—1928), Моscova, 1928.
- Tra USSR per Esperanto (Prin URSS prin intermediul limbii esperanto).
- câteva eseuri despre literatura esperanto, publicate în La Nova Epoko.